# Olympische Jugend-Winterspiele 2024/Teilnehmer (Serbien)
| Gelbes Symbol für Goldmedaillen mit stilisierten Olympischen Ringen | Graues Symbol für Silbermedaillen mit stilisierten Olympischen Ringen | Braundes Symbol für Bronzemedaillen mit stilisierten Olympischen Ringen |
| ------------------------------------------------------------------- | --------------------------------------------------------------------- | ----------------------------------------------------------------------- |
| —                                                                   | —                                                                     | —                                                                       |

Serbien nahm mit 7 Athleten (6 Männer, 1 Frau) an den Olympischen Jugend-Winterspielen 2024 in der südkoreanischen Provinz Gangwon teil.

## Teilnehmer nach Sportart

### Biathlon
| Athleten                      | Wettbewerbe                          | Zeit        | Fehler         | Rang |
| ----------------------------- | ------------------------------------ | ----------- | -------------- | ---- |
| Frauen                        |                                      |             |                |      |
| Hanna Braun                   | 6 km Sprint                          | 27:01,6 min | 6 (4+2)        | 72   |
| Hanna Braun                   | 10 km Einzel                         | 45:28,2 min | 5 (1+2+1+1)    | 60   |
| Männer                        |                                      |             |                |      |
| Abdulkerim Hodžić             | 7,5 km Sprint                        | 27:20,0 min | 5 (2+3)        | 81   |
| Abdulkerim Hodžić             | 12,5 km Einzel                       | 54:05,0 min | 8 (3+0+3+2)    | 82   |
| Mixed                         |                                      |             |                |      |
| Hanna Braun Abdulkerim Hodžić | Single-Mixed-Staffel (6 km + 7,5 km) | 52:12,4 min | 4+16 (4+7 0+9) | 22   |

### Shorttrack
| Athleten   | Wettbewerb | Vorläufe     | Vorläufe | Viertelfinale | Viertelfinale | Halbfinale    | Halbfinale    | Finale A/B    | Finale A/B    | Rang |
| Athleten   | Wettbewerb | Zeit         | Rang     | Zeit          | Rang          | Zeit          | Rang          | Zeit          | Rang          | Rang |
| ---------- | ---------- | ------------ | -------- | ------------- | ------------- | ------------- | ------------- | ------------- | ------------- | ---- |
| Männer     |            |              |          |               |               |               |               |               |               |      |
| Luka Jašić | 500 m      | 42,762 s     | 3        | ausgeschieden | ausgeschieden | ausgeschieden | ausgeschieden | ausgeschieden | ausgeschieden | 21   |
| Luka Jašić | 1000 m     | 1:32,386 min | 2        | 1:30,192 min  | 3             | ausgeschieden | ausgeschieden | ausgeschieden | ausgeschieden | 11   |
| Luka Jašić | 1500 m     | —            | —        | 2:23,335 min  | 2             | NT            | NT            | B-Finale: DNS | B-Finale: DNS | 14   |

### Skeleton
| Athleten          | Lauf 1  | Lauf 1 | Lauf 2  | Lauf 2 | Gesamt      | Gesamt |
| Athleten          | Zeit    | Rang   | Zeit    | Rang   | Zeit        | Rang   |
| ----------------- | ------- | ------ | ------- | ------ | ----------- | ------ |
| Männer            |         |        |         |        |             |        |
| Bogdan Despotović | 56,15 s | 17     | 56,90 s | 18     | 1:53,05 min | 16     |
| Lazar Mikić       | 56,07 s | 16     | 56,46 s | 15     | 1:52,53 min | 15     |

### Ski Alpin
| Athleten     | Wettbewerb   | Lauf 1  | Lauf 1 | Lauf 2  | Lauf 2 | Gesamt      | Gesamt |
| Athleten     | Wettbewerb   | Zeit    | Rang   | Zeit    | Rang   | Zeit        | Rang   |
| ------------ | ------------ | ------- | ------ | ------- | ------ | ----------- | ------ |
| Männer       |              |         |        |         |        |             |        |
| Aleksa Lalić | Riesenslalom | 52,02 s | 32     | 48,27 s | 27     | 1:40,29 min | 25     |
| Aleksa Lalić | Slalom       | 51,70 s | 38     | 57,36 s | 24     | 1:49,06 min | 24     |

### Skilanglauf
| Athleten      | Wettbewerb       | Zeit        | Rang |
| ------------- | ---------------- | ----------- | ---- |
| Männer        |                  |             |      |
| Andrija Tošić | 7,5 km klassisch | 24:23,8 min | 60   |

| Athleten      | Wettbewerb      | Qualifikation | Qualifikation | Viertelfinale | Viertelfinale | Halbfinale    | Halbfinale    | Finale        | Finale        | Rang |
| Athleten      | Wettbewerb      | Zeit          | Rang          | Zeit          | Rang          | Zeit          | Rang          | Zeit          | Rang          | Rang |
| ------------- | --------------- | ------------- | ------------- | ------------- | ------------- | ------------- | ------------- | ------------- | ------------- | ---- |
| Männer        |                 |               |               |               |               |               |               |               |               |      |
| Andrija Tošić | Sprint Freistil | 3:36,45 min   | 61            | ausgeschieden | ausgeschieden | ausgeschieden | ausgeschieden | ausgeschieden | ausgeschieden | 60   |